# Dmitri Anatoljewitsch Pjatibratow
Dmitri Anatoljewitsch Pjatibratow (russisch Дмитрий Анатольевич Пятибратов; * 24. Mai 1976 in Belaja Kalitwa) ist ein ehemaliger russischer Fußballspieler und nunmehriger -trainer.

## Karriere

### Als Spieler
Pjatibratow begann seine Karriere bei Rostselmasch Rostow, wo er bis zur Reserve spielte. Zwischen 1994 und 2001 spielte er für diverse unterklassige Vereine. Im Sommer 2001 wechselte er von Awtodor Wladikawkas zum Erstligisten Alanija Wladikawkas. Dort gab er im Juli 2001 gegen den FK Fakel Woronesch sein Debüt in der Premjer-Liga. Bis zum Ende der Saison 2001 kam er zu elf Einsätzen.
Nach einem weiteren Einsatz zu Beginn der Saison 2002 wechselte er im Juli 2002 zum Zweitligisten Wolgar-Gasprom Astrachan. Für Astrachan spielte er bis Saisonende neunmal in der Perwenstwo FNL. Zur Saison 2003 wechselte er zum Ligakonkurrenten Amkar Perm. Für Perm machte er 35 Zweitligaspiele, ehe er mit Amkar zu Saisonende in die Premjer-Liga aufstieg. In zwei Spielzeiten kam er zu 38 Einsätzen im Oberhaus für Perm.
Zur Saison 2006 schloss Pjatibratow sich dem Drittligisten Swesda Irkutsk an. Für den Drittligisten kam er zu 30 Einsätzen in der Perwenstwo PFL. Mit Swesda stieg er in die FNL auf, nach dem Aufstieg wechselte er zur Saison 2007 allerdings zum Neo-Ligakonkurrenten Mordowija Saransk. Für Saransk spielte er 22 Mal in der zweiten Liga, Mordowija stieg zu Saisonende aber aus der FNL ab.
Zur Saison 2008 verließ der Verteidiger dann Russland erstmals und wechselte nach Kasachstan zum Erstligisten Ertis Pawlodar. Für Ertis spielte er zweimal in der Premjer-Liga, ehe er im Sommer 2008 wieder nach Russland zurückkehrte und sich dem Drittligisten FK Rjasan anschloss. Zur Saison 2009 wechselte er zu Schemtschuschina Sotschi, wo er seine Karriere nach dem Zweitligaaufstieg 2009 beendete.

### Als Trainer
Nach seinem Karriereende wurde Pjatibratow direkt zur Saison 2010 Co-Trainer von Oleg Wassilenko bei seinem letzten Klub Schemtschuschina Sotschi. Zur Saison 2011 wechselte er gemeinsam mit Wassilenko nach Belarus und wurde Co beim FK Dinamo Minsk. Die beiden wurden im Mai 2011 entlassen. Zur Saison 2013/14 wurde er Trainer des unterklassigen FK Sotschi 2013.
Nach dem Einstieg Sotschi in die PFL zur Saison 2014/15 übernahm Wassilenko den Klub als Cheftrainer und Pjatibratow wurde sein Assistent. Gemeinsam mit Wassilenko verließ er Sotschi im Winter wieder, kurzzeitig fungierte er dann im März 2015 aber als Interimstrainer. Im Januar 2017 folgte er Wassilenko nach Litauen zum FK Trakai, wo er bis März 2018 arbeitete. Zur Saison 2019/20 wurde er Co-Trainer beim russischen Zweitligisten Mordowija Saransk, wo er bis zur Klub-Auflösung 2020 tätig war.
Im Oktober 2020 wurde er Co-Trainer von Wassilenko beim Zweitligisten FK Fakel Woronesch. Das Team stieg 2022 in die Premjer-Liga auf. Nach der Entlassung von Wassilenko wurde Pjatibratow im September 2022 zunächst interimistisch Cheftrainer und wurde anschließend nach dem ersten Saisonsieg dauerhaft befördert. Auf dem 14. Platz liegend trennte sich Woronesch im April 2023 wieder von Pjatibratow. Im Dezember 2023 übernahm er den Drittligisten Tschaika Pestschanokopskoje. Mit Tschaika stieg er am Ende der Saison 2023/24 in die FNL auf.
Im August 2024 wurde Pjatibratow ein zweites Mal Trainer von Erstligist Fakel.